# Teatre municipal Cal Bolet
El Teatre municipal Cal Bolet, antic Cinema Bolet, és un edifici del municipi de Vilafranca del Penedès (Alt Penedès) protegit com a bé cultural d'interès local.

## Descripció
El teatre municipal està situat al carrer de Cal Bolet nº3, en la cantonada amb el carrer del Migdia nº28. És un edifici entre mitgeres. Exteriorment apareix ordenat en planta baixa i un pis amb arcs escarsers i d'arc de mig punt. La coberta és amb encavallada de fusta i teula àrab. L'interior és format per platea, amfiteatre i galeria. Hi ha columnes de ferro colat. Llenguatge arquitectònic eclèctic.

## Història
Edifici amb cert valor històric que el fa representatiu a Vilafranca. Es troba dins de l'eixample vuitcentista i en estreta relació amb el conjunt de la rambla de Nostra Senyora. Inicialment va ser teatre i s'hi començà a projectar cinema a partir del 1920, essent empresari Josep Bolet i Mora. Ha servit també per a diferents actes: mítings, presentacions de partits, recitals, etc. Posteriorment passà a ser el teatre municipal.